# Chlorurus
Chlorurus es un género de peces de la familia Scaridae en el orden de los Perciformes. El género fue descrito científicamente por primera vez en 1839 por el naturalista inglés William Swainson.

## Especies
- Chlorurus atrilunula Randall & Bruce, 1983
- Chlorurus bleekeri de Beaufort, 1940
- Chlorurus bowersi Snyder, 1909)
- Chlorurus capistratoides Bleeker, 1847
- Chlorurus cyanescens Valenciennes, 1840
- Chlorurus enneacanthus Lacepède, 1802
- Chlorurus frontalis Valenciennes, 1840
- Chlorurus genazonatus Randall & Bruce, 1983
- Chlorurus gibbus Rüppell, 1829
- Chlorurus japanensis Bloch, 1789
- Chlorurus microrhinos Bleeker, 1854
- Chlorurus oedema Snyder, 1909)
- Chlorurus perspicillatus Steindachner, 1879
- Chlorurus rhakoura Randall & Anderson, 1997
- Chlorurus sordidus Forsskål, 1775
- Chlorurus spilurus Valenciennes, 1840
- Chlorurus strongylocephalus Bleeker, 1855
- Chlorurus troschelii Bleeker, 1853